# Ministerstwa w Czechach
Ministerstwa w Czechach – obecnie w rządzie Bohuslava Sobotki istnieje 17 ministerstw. 

## Aktualnie funkcjonujące ministerstwa

### Ministerstwa z teką
- Ministerstwo Transportu Czech (Ministerstvo Dopravy České Republiky)
- Ministerstwo Finansów Czech (Ministerstvo Financí České Republiky)
- Ministerstwo Kultury Czech (Ministerstvo Kultury České Republiky)
- Ministerstwo Obrony Czech (Ministerstvo Obrany České Republiky)
- Ministerstwo Pracy i Spraw Socjalnych Czech (Ministerstvo Práce a Sociálních Věcí České Republiky)
- Ministerstwo Przemysłu i Handlu Czech (Ministerstvo Průmyslu a Obchodu České Republiky)
- Ministerstwo Sprawiedliwości Czech (Ministerstvo Spravedlnosti České Republiky)
- Ministerstwo Szkolnictwa, Młodzieży i Sportu Czech (Ministerstvo Školství, Mládeže a Tělovýchovy České Republiky)
- Ministerstwo Spraw Wewnętrznych Czech (Ministerstvo Vnitra České Republiky)
- Ministerstwo Spraw Zagranicznych Czech (Ministerstvo Zahraničních Věcí České Republiky)
- Ministerstwo Zdrowia Czech (Ministerstvo Zdravotnictví České Republiky)
- Ministerstwo Rolnictwa Czech (Ministerstvo Zemědělství České Republiky)
- Ministerstwo Środowiska Czech (Ministerstvo Životního Prostředí České Republiky)
- Ministerstwo Rozwoju Regionalnego Czech (Ministerstvo Pro Místní Rozvoj České Republiky)

### Ministerstwa bez teki
- Rada ds. Badań Naukowych, Rozwoju i Innowacji Czech (Rada pro Vědu, Výzkum a Inovace České Republiky)
- Ministerstwo ds. Praw Człowieka i Równouprawnienia Czech (Ministerstvo pro Lidská Práva a Rovné Příležitosti České Republiky)
- Rada Legislacyjna Rządu Czech (Legislativní rady vlády České Republiky)

## Aktualnie niefunkcjonujące ministerstwa

### Ministerstwa z teką
- Ministerstwo Informatyki Czech (Ministerstvo informatiky České republiky)

### Ministerstwa bez teki
- Ministerstwo ds. Europejskich Czech (Ministerstvo pro evropské záležitosti České republiky)